# 纳滕多夫
纳滕多夫是德国下萨克森州的一个市镇。总面积34.44平方公里，总人口806人，其中男性405人，女性401人（2011年12月31日），人口密度23人/平方公里。